# Max Gäbel
Max Gäbel, född 28 december 1868 i Meissen, Tyskland, död 10 juli 1942, var en svensk företagsledare.
Gäbel var son till Emil Julius Gäbel och Augusta Emilia Hauschildt. Han tog byggmästarexamen vid Brauerakademin i Worms 1889 och var sedan  representant för firman Emil Gäbel 1889–1893. Max Gäbel medverkade vid grundandet av firman Sveriges kolsyreindustri, sedermera De Förenade Kolsyrefabrikernas AB, och blev VD där. Han hade också olika förtroendeuppdrag, bland annat i Brännkyrka taxeringsnämnd och kyrkogårdsnämnd. Han var riddare av Kungliga Vasaorden.
Max Gäbel var gift med Ingeborg Karin Olsson (1877–1971) och fick flera barn. Han begravdes 16 juli 1942 i Gäbels familjegrav på Brännkyrka kyrkogård. Han var farfar till docenten Håkan Gäbel.